# Лава (Сурский район)
Ла́ва — село в Сурском районе Ульяновской области России, административный центр Лавинского сельского поселения.

## Название
Происхождение названия села имеет три версии:
- Лава-лавина-низина: село находится в низине;
- Лава — золотоносная жила: Говорят, что первые поселенцы обнаружили золото, которое быстро иссякло, а название осталось;
- Через село проходил торговый путь из Промзино в Астрадамовку, дорога была топкой и её застилали брёвнами. Эти настилы назывались свалы, славы, лавы.

Все эти версии правдоподобны и могли дать название селу.

## Население
| 2010 |
| ---- |
| 774  |

## История
В конце XVI века в междуречье Суры и Барыша возникло селище Лава.
Первое упоминание о селе Лава появилось как выставок из Малого Барышка, около 1660 года, в отказной книге записано — деревня Новый Выставок Лава тож. В «Книга писцовая письма и меры стольника Ивана Вельяминова да подьячего Афанасья Андреева 193. 194. и 195 годов (1685—1687)», написано: «…вотчина стольника князя Ивана Григорьевича Лыкова село Лава;».
Особенно большой приток беглых крестьян в Присурье пошёл в середине XVII века. Иногда сами помещики переводили на Суру своих крестьян, получив здесь земли за службу. Село Лаву образовали выходцы из Курской губернии. В память об этом осталось название места в селе Курзовка. Это место гуляний в престольные дни, на масленицу. Здесь устанавливались карусели, качели, водились хороводы, организовывались кулачные бои, шла торговля, рядом стояли цыганские шатры. Ближайшую улицу к Курзовке назвали Цыгановка.
Поселившись в Присурье, крестьяне мечтали обрести свободу. Однако порядки во владениях Присурских помещиков были такими же, как и в тех местах, откуда они бежали.
В разное время Лава находилась во владении разных помещиков: князя Ивана Григорьевича Лыкова, Евдокии Ивановны Одоевской (Лыковой), князя Алексея Юрьевича Одоевского, В. М. Пушкиной, Гагариных, Орловых. В бытность свою в собственности Орловых половина крестьян была продана и вывезена. Ныне в Ульяновской области две Лавы.
В 1780 году, при создании Симбирского наместничества, село Лава из Алатырского уезда вошла в состав Котяковского уезда, в котором жило 956 ревизских душ.
С XVIII века основным занятием лавинских крестьян было хлебопашество, сеяли рожь, овёс, пшеницу, полбу, гречиху, лён и коноплю. Но урожайность была очень низкой, что заставляло крестьян искать дополнительные доходы. Крестьяне делали бочки, кадки, другую деревянную посуду, телеги, колёса, туеса, короба, плели верёвки, занимались иконописанием. В Лаве крестьяне специализировались на ткачестве сукна, валянии войлока, валенок, шитье шуб крытых и нагольных.
Разнообразие ремёсел перешло и в XIX век. К занятиям лавинских крестьян добавилось крашение пряжи и холстов. Между лесом и селом рядами стояли гигантские котлы, в которых красили ткани. Шили также в Лаве обувь, праздничную — хромовую и будничную — яловую. Хром закупали в Соловьёвске. Развита была и выпечка пряников, ржаной пряник стоил полкопейки, белый — одна копейка.
Так постепенно село Лава, как и другие села Присурья, превратилось в село мелких товаропроизводителей. Возникает необходимость в грамотных людях.
В 1859 году в селе Лава (Ведомское) во 2-м стане Карсунского уезда Симбирской губернии, в котором в 323 дворах жил 2181 человек, имелась православная церковь, часовня, сельское училище.
Земская школа была построена в 1867 году.
В 1870-е годы XIX века в Лаве была построена семилетняя школа. Первым учителем был Черенков.
В 1876 году прихожанами была построена деревянная Введенская церковь. Престолов в ней три: главный (холодный) — в честь Введения во храм Пресвятые Богородицы и в приделах (тёплый): в правом в честь — Казанской иконы Божией Матери и в левом — во имя Святителя и Чудотворца Николая. Разрушена после 1955 года.
В это же время усадьба в Лаве переходит во владение Бутурлиных. На месте старого барского дома был построен новый, по проекту жены Бутурлина. В селе Лава прошли детские и юношеские годы С. А. Бутурлина (1872—1938), российского учёного-орнитолога и охотоведа. Время владения усадьбой Бутурлиными совпало со временем экономического расцвета. Так, богатым и процветающим, село вошло в XX век.
В 1913 году в селе Лава (Введенское) было 448 дворов, 1794 жителя, деревянная Введенская церковь (1876 года постройки, не сохранилась), старообрядческий молитвенный дом, земская школа — с 1872 года, начальное мужское училище.
Усадьба в начале XX века принадлежала лесопромышленнику И. А. Карпову. Весть о революции 1905 года пришла в Лаву зимой 1906 года. Крестьяне кинулись громить усадьбу помещика. Затем война опустошила людские ресурсы Присурья. Село притихло в ожидании с фронта. Революция 1917 года, Гражданская война были продолжением военной жизни.
В 1920 году в Лаве начали проходить экономические изменения. Усадьба помещика была конфискована. На её месте создан совхоз, который вскоре стал называться конезаводом № 84.
В декабре 1928 года создан колхоз «Память Ленина», в который вошли 28 семей. Первым председателем стал П. И. Ганин. За созданием колхоза последовал процесс раскулачивания. Раскулаченных высылали из села семьями, без средств к существованию, без элементарно необходимых вещей. После раскулачивания приток крестьян в колхоз резко увеличился. Дисциплина и в колхозе, и в совхозе была очень жёсткой. Жилось очень туго, урожайность по-прежнему оставалась очень низкой, плата за труд была натуральной. Колхоз рассчитывался с крестьянами раз в год поздней осенью после уборки, после сдачи госпоставок. Как правило, в колхозе оставались крохи.
Положение в колхозе стало улучшаться с приходом техники. В 1932 году в районе появилась первая МТС, которая обслуживала колхозы. Жизнь стала налаживаться, но грянула Великая Отечественная война. Село опустело, мужчины и молодые женщины ушли на фронт. С войны не вернулось 187 лавинцев.
В 1960 году колхоз вошёл в состав Лавинского конного завода № 84.
В 1970 году выделен совхоз «Красногорский», куда вошли села: Лава, Степановка, Красные Горы. Директор — Селиверстов Алексей Иванович. Председатель с/совета Кулагин Евгений Петрович. Число рабочих — 586 человек. Трактора — 54, автомобили — 28, поголовье КРС — 2369. Всего 6 животноводческих ферм.
С 1988 года директор — Павлов А. П., председатель с/совета — Белов Н. А. Объекты соцкультбыта: средняя школа, детский сад на 90 мест, больница, СДК, банно-прачечный комбинат с сауной и бассейном, КБО, 4 магазина, отделение связи, отделение сбербанка.
В 1993 году началось восстановление храма, которое продолжается по сей день силами прихожан и настоятеля храма.
В 1996 году — население 1082 человека, преимущественно русские. Совхоз «Красногорский», средняя школа, библиотека, СДК, врачебная амбулатория, Лавинское лесничество, детский сад, магазин.
В 2003 году совхоз «Красногорский» преобразован в СПК «Лавинский». Председателем является Павлов А. П.

## Известные уроженцы
- Бутурлин, Сергей Александрович (1872—1938) — российский учёный-орнитолог.

- Село Лава — родина Героя Советского Союза В. П. Хазова (1918—1942), командира танковой роты, погибшего в боях под Сталинградом.
- Село Лава — родина Героя Советского Союза Н. И. Кукушкина (03.06.1923 — 02.11.1995) — командир звена 143-го гвардейского штурмового авиационного полка (8-я гвардейская штурмовая авиационная дивизия, 2-я воздушная армия), гвардии старший лейтенант. За мужество и героизм, проявленные в боях с немецко-фашистскими захватчиками, гвардии старшему лейтенанту Кукушкину Николаю Ивановичу Указом Президиума Верховного Совета СССР от 27 июня 1945 года присвоено звание Героя Советского Союза с вручением ордена Ленина и медали «Золотая Звезда» (№ 7892). В начале 1948 года, будучи в нетрезвом состоянии, застрелил старшего офицера. 9 марта 1948 года Военным трибуналом 2-й воздушной армии за совершение тяжкого уголовного преступления приговорён к 25 годам лишения свободы и указом Президиума Верховного Совета СССР от 4 ноября 1948 года лишён звания Героя Советского Союза и государственных наград. В 1956 году досрочно освобождён. После освобождения из мест заключения домой в родное село не возвратился.

- Здесь родился П. В. Шибанов (1822—1892) — бывший крепостной князей Гагариных, впоследствии известный букинист, непревзойденный знаток старославянских и старопечатных книг, содержатель книготорговой антикварной фирмы в Москве, популярной не только в России, но и за рубежом[9].

## Достопримечательности
- Мемориальный комплекс павшим воинам в ВОВ: Памятник-скульптура «Павшим воинам» и Бюст Героя Советского Союза Хазова В. П. (с. Лава, 1983 г.)[10]
- Жилой дом купеческий, кон. XIX в.; Дом, в котором жил известный советский ученый натуралист-орнитолог С. А. Бутурлин, 1912—1914 гг.; Ансамбль загородной помещичьей Усадьбы Бутурлиных: — Здание хозяйственного корпуса с сушильней, нач. XX в., — Водонапорная башня, нач. XX в., — Здание хозяйственного корпуса с электростанцией, нач. XX в.;[11][12] [Сводный список объектов культурного наследия Сурского района Ульяновской области]
- Пичерское (Пищерское) — старичное озеро, с 1989 года памятник природы регионального значения.
- Введенская церковь (утрачена).